# Фонтен, Анн
Анн Фонтен (фр. Anne Fontaine; род. 15 июля 1959, Люксембург) — французская актриса театра и кино, кинорежиссёр и сценарист.

## Биография
Анн Фонтен родилась 15 июля 1959 года в Люксембурге. Её имя при рождении — Анн Сибертен-Блан. Часть детства Анн прошла в столице Португалии Лиссабоне, где работал её отец, профессор, композитор и органист Антуан Сибертен-Блан (Antoine Sibertin-Blanc). Впоследствии переехала в Париж, где обучалась танцам.
В 1980 году Робер Оссейн пригласил Анн Фонтен в театральную постановку «Горбун из Нотр-Дама» по роману Виктора Гюго «Собор Парижской Богоматери».
Как актриса в кино дебютировала в эротической мелодраме «Нежные кузины» (фр. Tendres cousines) в 1980 году. Затем снималась преимущественно в телефильмах и сериалах.
Первый фильм в качестве режиссёра и сценариста — «Любовные истории заканчиваются плохо… как правило» (фр.  Les Histoires d'amour finissent mal... en général). Это также её первый совместный фильм с мужем, кинопродюсером Филиппом Каркассоном. В следующем фильме, «Августин», снялся её брат, Жан-Кретьен Сибертен-Блан (Jean-Chrétien Sibertin-Blanc). Также он играл в фильмах «Августин, король кунг-фу» и «Новый шанс». Первый международный успех Фонтен принёс фильм «Сухая чистка», получивший приз за лучший сценарий на Венецианском кинофестивале. Затем последовали фильмы «Натали» с Жераром Депардьё, Фанни Ардан и Эммануэль Беар в главных ролях и «Коко до Шанель» с Одри Тоту, получивший три номинации на премию BAFTA и шесть — на «Сезар».
В 2013 году Анн Фонтен сняла свой первый англоязычный фильм «Тайное влечение». В прокате он шёл под названиями  Two Mothers,  Perfect Mothers,  Adore, Adoration. В главных ролях в нём снялись Наоми Уотс и Робин Райт. Фильм не имел успеха, кассовые сборы составили 300 тысяч долларов, рейтинг Rotten Tomatoes  — 31 %.
Осенью 2014 года на Международном кинофестивале в Торонто состоялась премьера фильма Анн Фонтен «Джемма Бовери» (или «Другая Бовари») по мотивам романа Гюстава Флобера «Госпожа Бовари». В главных ролях снялись Джемма Артертон и Фабрис Лукини.

## Фильмография

### Актёрские работы
| Год       |    | Русское название           | Оригинальное название   | Роль     |
| --------- | -- | -------------------------- | ----------------------- | -------- |
| 1980      | ф  | Нежные кузины              | Tendres Cousines        | Жюстин   |
| 1981      | ф  | Если моё лицо вам нравится | Si ma gueule vous plaît | Изабель  |
| 1987      | тф | Белый кит                  | La baleine blanche      | Клодин   |
| 1986—1990 | с  | Розовая серия              | Série rose              | Матильда |
| 1999      | ф  | Только не скандал          | Pas de scandale         | Натали   |

### Режиссёрские работы
| Год  |   | Русское название                                    | Оригинальное название                             | Роль |
| ---- | - | --------------------------------------------------- | ------------------------------------------------- | ---- |
| 1993 | ф | Любовные истории заканчиваются плохо... как правило | Les Histoires d'amour finissent mal... en général |      |
| 1995 | ф | Августин                                            | Augustin                                          |      |
| 1997 | ф | Сухая чистка                                        | Nettoyage à sec                                   |      |
| 1999 | ф | Августин, король кунг-фу                            | Augustin, roi du kung-fu                          |      |
| 2001 | ф | Как я убил своего отца                              | Comment j'ai tué mon père                         |      |
| 2003 | ф | Натали                                              | Natalie                                           |      |
| 2005 | ф | В его руках                                         | Entre ses mains                                   |      |
| 2006 | ф | Новый шанс                                          | Nouvelle chance                                   |      |
| 2008 | ф | Девушка из Монако                                   | La fille de Monaco                                |      |
| 2009 | ф | Коко до Шанель                                      | Coco avent de Chanel                              |      |
| 2011 | ф | Мой самый страшный кошмар                           | Mon pire cauchemar                                |      |
| 2013 | ф | Тайное влечение                                     | Perfect Mothers (Adore)                           |      |
| 2014 | ф | Другая Бовари                                       | Gemma Bovery                                      |      |
| 2016 | ф | Непорочные                                          | The Innocents                                     |      |
| 2017 | ф | Марвин, или прекрасное воспитание                   | Marvin                                            |      |

### Сценарные работы
| Год  |   | Русское название                                    | Оригинальное название                             | Роль    |
| ---- | - | --------------------------------------------------- | ------------------------------------------------- | ------- |
| 1993 | ф | Любовные истории заканчиваются плохо... как правило | Les Histoires d'amour finissent mal... en général |         |
| 1995 | ф | Августин                                            | Augustin                                          |         |
| 1997 | ф | Сухая чистка                                        | Nettoyage à sec                                   |         |
| 1999 | ф | Августин, король кунг-фу                            | Augustin, roi du kung-fu                          |         |
| 2001 | ф | Как я убил своего отца                              | Comment j'ai tué mon père                         |         |
| 2003 | ф | Натали                                              | Natalie                                           |         |
| 2005 | ф | В его руках                                         | Entre ses mains                                   |         |
| 2006 | ф | Новый шанс                                          | Nouvelle chance                                   |         |
| 2008 | ф | Девушка из Монако                                   | La fille de Monaco                                |         |
| 2009 | ф | Коко до Шанель                                      | Coco avent de Chanel                              |         |
| 2009 | ф | Хлоя                                                | Chloe                                             |         |
| 2011 | ф | Мой самый страшный кошмар                           | Mon pire cauchemar                                |         |
| 2013 | ф | Тайное влечение                                     | Perfect Mothers (Adore)                           | и сюжет |
| 2014 | ф | Другая Бовари                                       | Gemma Bovery                                      |         |
| 2016 | ф | Непорочные                                          | The Innocents                                     |         |
| 2017 | ф | Марвин, или прекрасное воспитание                   | Marvin                                            |         |

## Премии и номинации

### Премии
- 1993 приз Жана Виго за фильм «Любовные истории заканчиваются плохо... как правило»
- 1997 приз Венецианского кинофестиваля за фильм «Сухая чистка»

### Номинации
- 1998 Сезар за фильм «Сухая чистка»
- 2006 Сезар за фильм «В его руках»
- 2010 Сезар за фильм «Коко до Шанель»
- 2009 Премия Европейской киноакадемии за фильм «Коко до Шанель»